# Meduza
Meduza (или «Меду́за», названо в честь Медузы Горгоны) — интернет-издание, созданное сотрудниками российского новостного сайта Lenta.ru, уволившимися из-за политически мотивированного вмешательства владельца в работу редакции в 2014 году. Штаб-квартира находится в Риге, Латвия. Публикует материалы на русском и английском языках. По состоянию на ноябрь 2022 года журналисты издания являются лидерами по количеству ежемесячных журналистских премий «Редколлегия» — становились лауреатами 33 раза.

## История

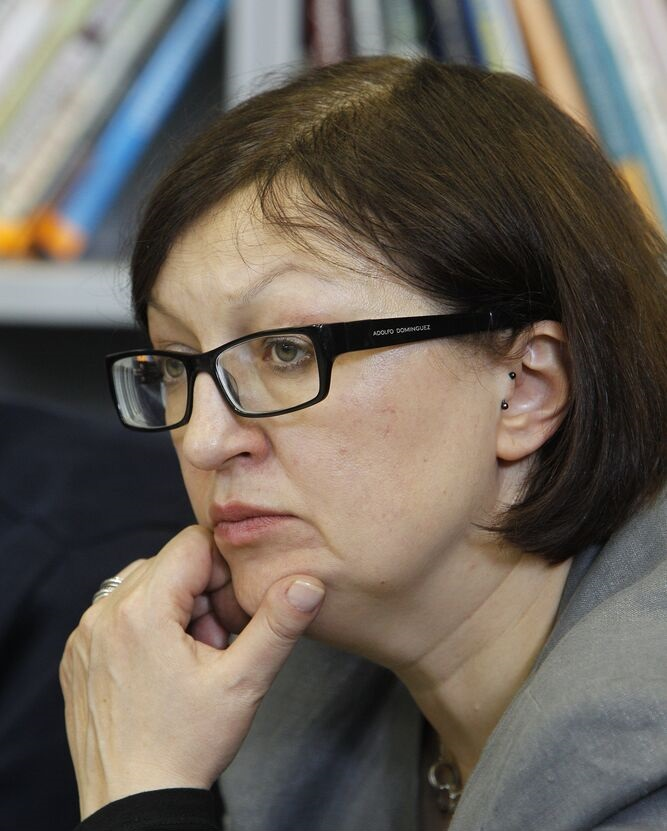
Галина Тимченко, основатель и первый главный редактор издания

12 марта 2014 года Галина Тимченко была уволена Александром Мамутом с должности главного редактора интернет-издания Lenta.ru, вместе с ней ушло большинство журналистов. Вскоре после этого дома у Галины Тимченко собрались бывшие коллеги по редакции Lenta.ru. На этой встрече выяснилось, что есть некоторое количество людей, готовых дать деньги на новый проект. В апреле 2014 года Илье Красильщику, не знавшему про планы бывшей редакции Lenta.ru, пришла идея нового медиа, о чём он рассказал через свой Facebook. Через 15 минут после этого с ним связался бывший заместитель Тимченко в Lenta.ru Иван Колпаков, чтобы объединить усилия в работе над новым проектом.
По ряду причин, политических прежде всего, редакцию вынужденно планировали разместить в Европейском союзе. Изначально рассматривался Берлин, но потом методом исключения осталась Рига. По словам Красильщика, среди причин были налоги, миграционное законодательство, цены, часовой пояс (работа по московскому времени). Главный редактор проекта Галина Тимченко заявила: «Мы понимали, что в России, скорее всего, нам работать не дадут». Тимченко и партнёр компании Amond & Smith Ltd Сергей Назаркин объясняют расположение «Медузы» в Латвии преимущественно экономическими причинами. Латвийских сотрудников в стартовом составе коллектива не было.
Проект запустили около полудня 20 октября 2014 года. «Сайт устроен до неприличия просто — пять тематических экранов, по которым можно перемещаться, нажимая на стрелки или выбрав один из экранов на верхней панели. Никаких разделов, рубрик, технических страниц и тегов», — сообщила Галина Тимченко.
28 января 2016 года новым главным редактором интернет-издания стал Иван Колпаков. Галина Тимченко, являющаяся также учредителем и генеральным директором Medusa Project, отметила, что её уход с должности главного редактора способствовал разделению полномочий.
25 октября 2018 года, после инцидента с обвинением в сексуальном домогательстве, Иван Колпаков покинул пост главного редактора, но через две недели был восстановлен в данной должности по решению совета директоров издания. Спустя три дня, 9 ноября, Колпаков подал в отставку — в марте 2019 года он был вновь назначен главным редактором по личной просьбе генерального директора Галины Тимченко. В декабре 2018 года Илья Красильщик, один из основателей «Медузы», покинул проект, вслед за ним также уволилась часть сотрудников. Позже Красильщик уточнял, что его уход вызван не с сутью скандала, а с действиями Галины Тимченко по его разрешению, которые он описал как «поиск предателей и пятой колонны внутри издания».
В январе 2020 года Татьяна Лысова была назначена первым заместителем главного редактора, также было запланировано её назначение главой московского бюро издания. Позднее «Медуза» приняла решение отложить планы по созданию офиса в Москве из-за пандемии COVID-19, а также отменить наём новых сотрудников и совместные проекты с музеем «Гараж».

### Преследование в России
23 апреля 2021 года Министерство юстиции Российской Федерации внесло «Медузу» в список иностранных агентов «во исполнение требований действующего законодательства Российской Федерации». Других объяснений принятия такого решения министерство не предоставило.
«Медуза» стала вторым крупным русскоязычным СМИ, признанным «иностранным агентом» (первым стало Радио «Свобода»).
Главный редактор «Медузы» Галина Тимченко заявила Русской службе Би-би-си: «Сказать, что это неожиданно, не могу. Сказать, что это приятно, тоже не могу. Сказать, что в минюсте сидит группка идиотов, могу». Редакция издания сообщила, что собирается обжаловать решение в суде, хотя и отметила: «Мы понимаем, что шансов мало».
Главный представитель по иностранным делам и политике безопасности Европейской службы внешних связей Петер Стано заявил, что «отвергает решение российских властей о включении независимого СМИ „Медуза“ в список „иностранных агентов“». Он считает, что закон об иностранных агентах «способствует систематическому нарушению основных свобод и ограничивает гражданское общество, независимые СМИ и права политической оппозиции в России».
Медиаэксперт Илья Яблоков считает, что произошедшее едва ли повлияет на аудиторию «Медузы», но несёт риски для её сотрудников в России и усложнит поиск рекламодателей, поскольку «В России полностью откачивают кислород у свободного медиарынка. По сути их [изданий] почти не осталось. Ещё держатся „Эхо Москвы“ и „Новая газета“ — на старых связях. А все новые более мелкие, но влиятельные СМИ уже пытаются задавить».
Председатель Союза журналистов Москвы Павел Гусев считает, что у издания не должно возникнуть сложностей с работой в России, что произошедшее «неприятно и очень плохо», и что, хотя он критически относился к принятию законодательства об иностранных агентах, «в данной ситуации это действительно иностранное СМИ». Управляющий партнёр коллегии медиаюристов Фёдор Кравченко считает, что «законодательство здесь исходит из логики домино», и это влечёт риск для рекламодателей также быть признанными «иностранными агентами». Депутат Государственной думы, член Президиума Генерального совета партии «Единая Россия» Сергей Боярский заявил, что «„Медуза“ давно заслуживает этого статуса, и читатели этого издания тоже должны каждый раз видеть, в чьих интересах публикуются те материалы, которые они размещают».
В ночь на 4 марта 2022 года пользователи в РФ начали испытывать трудности с доступом на сайт. «Медуза» сделала заявление в своём телеграм-канале, что, вероятно, сайт получил блокировку; немногим позже информация подтвердилась.
26 января 2023 года Генеральная прокуратура России признала «Медузу» «нежелательной организацией». В ведомстве считают, что деятельность данного СМИ «представляет угрозу основам конституционного строя и безопасности Российской Федерации».

## Деятельность
В начале 2015 года была запущена англоязычная версия сайта под руководством отдельного главного редактора Константина Бенюмова, занятая переводом новостей и материалов головного издания. Шеф-редактором международной версии с января 2015 года является журналист и бывший главный редактор «Эха Рунета» Кевин Ротрок. Проект был сделан для англоязычной профессиональной аудитории — журналистов, политиков, общественных деятелей.
С марта 2015 года выходит ежедневная (по рабочим дням) рассылка новостей — «Вечерняя Медуза» (ныне — «Сигнал»). На январь 2020 года число её получателей составляет порядка 70 тысяч.
В 2016 году в Риге работали 22 журналиста и ещё несколько в Москве.
28 сентября 2016 года был представлен новый раздел «Атлас», состоящий из путеводителей, которые также выходили в виде отдельных приложений для телефонов — оно было закрыто в мае 2018 года.
С января 2017 года «Медуза» выпускает подкасты, основав внутри издания отдельную студию для их создания. Число прослушиваний за 2019 год составило 22 миллиона, а общее количество скачиваний составило 58 миллионов. Больше половины всех прослушиваний приходится на запущенный в марте 2020 года первый русскоязычный ежедневный новостной подкаст «Что случилось». Помимо новостей и политики, отдельные подкасты посвящены таким темам, как медицина, еда, кино, музыка, будущее, родительство и этика.
18 августа 2017 года был подписан договор о сотрудничестве с американским сайтом BuzzFeed. В рамках партнёрства они готовили и публиковали совместные расследования, касающиеся России, на английском и русском языках, а также публиковали материалы друг друга и обменивались опытом.
В начале 2019 года рекламный отдел «Медузы» стал отдельной от редакции компанией, контент-бюро «Продано!».
В конце 2020 года «Медуза» запустила YouTube-канал развлекательных видео и документальных фильмов «Meduza Originals». Его первыми серийными продуктами стали шоу «Скажи Гордеевой» и «Радио Долин» — с 11 мая 2021 года, после признания издания иностранным агентом, они стали развиваться автономно силами ведущих.
24 мая 2021 года от «Медузы» также отделяется студия подкастов, сохранив прежний состав команды — она получила название «Техника речи» и входит в общее с «Медузой» рекламное агентство. «Мы не хотим, чтобы создатели подкастов рисковали из-за нашего нового статуса», — сказано в новостном сообщении на сайте редакции.
В августе 2023 года «Медуза» объявила о запуске своего издательства.

## Редакционная политика
«Медуза» появилась как агрегатор новостей и текстов на русском языке, отбираемых в ручном режиме в отличие от автоматического ранжирования «Яндекс. Новостей», однако с самого начала существования в интернет-издании выпускались собственные материалы. Соотношение между агрегируемыми и собственными материалами Галина Тимченко на заре издания поясняла следующим образом: «Мы будем действовать гибко. Чем больше качественных источников, тем больше агрегируем. Если вдруг сложится так, что другие СМИ будут меньше писать, а стоп-листы станут ещё длиннее, мы будем расширяться в сторону собственного контента».
Однако уже в 2016 году количество собственных материалов начало превышать количество агрегируемых новостей, а в 2018-м количество сторонних материалов свелось к минимуму. С этого времени издание перестало быть агрегатором.
«Медуза» позволяет себе игровые, провокационные заголовки, нетривиальный иллюстративный ряд и «нежурналистские» формы презентации контента (игры, тесты и прочее). На портале издания, среди прочего, есть специальный раздел «Шапито» (приостановил работу после 24 февраля 2022 года), где публикуются тексты, сообщающие о каких-то забавных случаях, фактах, событиях. Издание активно развивает нежурналистские формы презентации контента, такие как тесты, игры, подборки фотографий, лайфхаки, топы. «Медуза» часто использует эмодзи в заголовках.
В «Медузе» большое внимание уделяют проверке информации. Галочкой помечались достоверные источники, а непроверенные источники помечали вопросительным знаком. В сентябре 2020 года издание отказалось от такого подхода, объяснив, что надёжный источник (например, государственное ведомство) не всегда поставляет правдивую информацию. Технический отдел тесно работает с журналистами.
14 июня 2019 года был создан «независимый наблюдательный совет», предназначенный для оценки результатов работы издания, слежения за соблюдением редакционных принципов и так далее. В состав совета вошли вице-президент Стокгольмской школы экономики в Риге Андерс Александерсон, генеральный директор сетевого издания «Бумага» Кирилл Артеменко, писатель и журналист Михаил Зыгарь и основатель The Bell Елизавета Осетинская, и другие.
Издание сотрудничало с Московским центром Карнеги, регулярно приглашая экспертов центра или перепечатывая их материалы.

## Редакция
Состав редакции с августа 2021 года скрыт на сайте издания, указаны только руководители «Медузы»:
- Генеральный директор, издатель — Галина Тимченко.
- Главный редактор — Иван Колпаков.

## Собственники и инвесторы
Владельцем интернет-издания является зарегистрированная в Латвии компания Medusa Project SIA, уставной капитал которой составил 2,8 тыс. евро. Единоличным владельцем компании по документам является Галина Тимченко.
Инвесторов авторы проекта искали через своих знакомых. Галина Тимченко вложила в запуск проекта почти всю свою компенсацию за увольнение из Lenta.ru.
К Тимченко обращались с предложением инвестиций Борис Зимин, сын и соратник Дмитрия Зимина, и Михаил Ходорковский, который в это же время раздумывал о создании собственного медийного проекта. Ходорковский вспоминает, что обратиться к Тимченко ему посоветовала пресс-секретарь Кюлле Писпанен — а также Наталия Геворкян, журналистка, написавшая совместно с ним книгу «Тюрьма и воля». «Мне Кюлле говорит: „Давайте, поговорите с ребятами“, — рассказывает он. — Я отвечаю: не хочу, потому что я знаю, чем это всё заканчивается. Я прекрасно понимал, что возникнет проблема с редакционным коллективом, что денег никогда не бывает достаточно, что всегда будет некий конфликт. А зачем он мне нужен, если это не мой вид бизнеса? И когда она меня домотала на эту тему, я сказал: „Окей, но только я не буду заглавным инвестором“. Потому что я точно знал, что будет: „Олигарх, какая сволочь, как он давит независимый журналистский коллектив“». В апреле 2014 года Галина Тимченко вместе с Иваном Колпаковым по приглашению Ходорковского приехали в Цюрих и встретились с ним в одном из городских баров. По воспоминаниям Тимченко, бизнесмен сразу обозначил, что не готов быть единственным инвестором. Вернувшись в Москву, Тимченко познакомилась с Зиминым — он сам подошёл к ней после круглого стола, посвящённого блокировкам сайтов, в Сахаровском центре. Ходорковский выступал в качестве пассивного инвестора, он практически не вмешивался в ход переговоров, к его собственному вкладу у него был минимум требований — и все они носили бизнесовый характер. Основным же инвестором предполагался Борис Зимин. Ещё через месяц Тимченко и Колпаков снова приехали в Швейцарию — уже с бизнес-планом того, что впоследствии стало «Медузой». За этой встречей последовали месяцы переговоров. Ходорковский устранился из процесса разработки стратегии и тактики нового медиа, назначив своим полномочным представителем Бориса Зимина. Во время переговоров Тимченко выдвинула два принципиальных условия: контроль над изданием должен оставаться у редакции, а инвесторы должны отказаться от права вмешиваться в редакционную политику. Однако когда от Ходорковского наконец пришли документы, всё оказалось иначе. «Когда я их получила, у меня просто отвисла челюсть, — вспоминает Тимченко. — Такое ощущение, что наши предложения никто даже не открывал».
Сделка с Зиминым и Ходорковским не состоялась на этапе обсуждения деталей акционерного соглашения, так как они не смогли прийти к соглашению. По словам Тимченко, Ходорковский хотел первые 3 года иметь стопроцентный контроль над «Медузой», а предложенный им журналистам бюджет по своей сути являлся кредитом. Кроме того, Тимченко не согласилась с тем, что в совете директоров в составе семи человек она должна была в одиночку представлять редакцию издания. В том же разговоре о своём выходе из будущего совета директоров заявил Борис Зимин. Ходорковский предложил компенсацию за полгода переговоров. По словам Тимченко, она составила 250 тысяч долларов. Ходорковский утверждает, что он и Зимин каждый отдали несостоявшимся партнёрам по 250 тысяч. Этими деньгами «Медуза» расплатилась с теми, кто в долг помогал запускать проект, пока шли переговоры.
«Медуза» смогла привлечь инвестиции через неделю после переговоров с Ходорковским, при этом информация о том, кто стал инвестором, не раскрывается. В интервью журналу Forbes в сентябре 2014 года Тимченко заявила, что «их имена никому ничего не скажут. Это люди категорически непубличные, не имеющие никакого отношения ни к медиа, ни к политике».

### Капитализация
Издание ведёт активную работу по монетизации, в том числе через рекламу, покупки внутри приложения и краудфандинг, чтобы выйти на самоокупаемость и начать приносить прибыль инвесторам.
По итогам 2014 года компания получила чистый убыток в размере 159 тысяч евро, в то время как выручка составила 48 тысяч евро. Компания планировала убытки также и в 2015 году, выход на окупаемость был намечен на конец 2016 года, но из-за изменения курса рубля к евро выход на окупаемость был сдвинут на 2017 год. В 2015 году Medusa Project получила убыток в размере 1,13 млн евро, при этом планировавшийся на этот год убыток составлял около 1,61 млн евро.
В феврале 2015 года на экспертной дискуссии, которую проводил в Брюсселе «Европейский фонд за демократию», Иван Колпаков, занимавший на тот момент пост заместителя главного редактора «Медузы», озвучил годовой бюджет издания — 1,5 млн евро (1,7 млн долларов).
Русская служба Би-би-си отмечает, что Тимченко и Колпаков пополам владеют расположенной в Москве рекламной компанией «Редакция», через которую «проходит часть рекламных контрактов „Медузы“», как заключённый в 2019 году контракт с Государственным музеем изобразительных искусств имени А. С. Пушкина «на рекламу выставки Френсиса Бэкона и Люсьена Фрейда на страницах издания»; по данным «СПАРК-Интерфакс» в 2019 году, выручка компании составила 160 млн рублей, в то время как в 2020 году — 210 млн рублей; по данным латвийского бизнес-реестра, в 2019 году выручка Medusa Project составила 2 млн евро или примерно 145 млн рублей по среднему курсу того года.

## Оценки

### Реакция медиасообщества
Появление проекта «Медуза» вызвало разнообразные отклики коллег и специалистов. Так, Глеб Морев отмечал, что Meduza вызывает неизбежные ассоциации с газетой Александра Герцена «Колокол», символизируя конец свободной прессы в России.
Поэт и публицист Игорь Караулов критически отозвался об интернет-издании в «Известиях», например, прокомментировав название СМИ следующим образом: «Осталось гадать, то ли имеется в виду змееволосая уродина, превращающая читателя в камень (вспоминается сакраментальное „лох должен цепенеть“), то ли студенистый фрагмент биомассы, жалящий неловких курортниц».
Корреспондентка радиостанции «Голос Америки» Наташа Мозговая назвала «Медузу» успешным проектом «журналистики в изгнании».
А. М. Юсупова называет портал «Медуза» «образцом качественной интернет-журналистики», который соблюдает «принцип достоверности, объективности, разделения факта и мнения».

### Статистика
Согласно исследованию TNS Russia, через три месяца после открытия количество российских читателей интернет-издания составило 1,3 млн человек в месяц. К маю 2015 года посещаемость сайта meduza.io, по данным владельца LiveInternet Германа Клименко, снизилась. В частности, по информации SimilarWeb, количество ежемесячных пользователей упало с 23,6 млн на начало марта 2015 года до 13,4 млн на начало апреля. По состоянию на декабрь 2017 года аудитория «Медузы» составляет 33 млн посетителей в месяц. В марте 2015 «Медуза» отключила на своём сайте публичные счётчики посещаемости LiveInternet и MediaMetrics.
По статистике, которое приводит издание в своём медиаките на четвёртый квартал 2019 года, ежемесячно «Медузу» посещает более 13,9 миллиона уникальных посетителей, а число просмотров через веб превышает 100 миллионов.
По данным «Медиалогии», заняла десятое место среди самых цитируемых по индексу цитируемости и первое по гиперссылкам в медиа среди интернет-ресурсов в 2020 году.

### Критика
20 октября 2014 года «Медуза» опубликовала статью Ильи Азара, посвящённую возможности создания на востоке Казахстана «Усть-Каменогорской Народной Республики» как аналога российской аннексии Крыма, где высказывалась идея, что Усть-Каменогорск может превратиться в независимую республику вслед за Донецком и Луганском. Этот репортаж вызвал негативную реакцию казахстанских пользователей социальных сетей. Уже на следующий день властями Казахстана сайт был заблокирован. Автор статьи Илья Азар прокомментировал критическое открытое письмо героев репортажа следующим образом: «Не знаю наверняка, что побудило руководителей славянских организаций Усть-Каменогорска выступить с подобным заявлением, но полагаю, что на них надавили. Я же их за язык не тянул, а просто спросил, есть ли у русских в Восточном Казахстане какие-то проблемы, а потом процитировал ответы, снабдив их комментариями других местных русских, которые утверждают, что всё у них в Усть-Каменогорске отлично». Также Илья Азар отметил, что после выхода материала с ним никто не связывался, о критике он узнал из открытых писем и интервью.
В апреле 2017 года главный редактор «Медузы» Иван Колпаков обвинил The New York Times в плагиате при написании статьи «Как Россия вербует элитных хакеров на свою кибервойну», за которую её автор получил в 2017 году Пулитцеровскую премию. По мнению Колпакова, статья основана на двух статьях редактора «Медузы» Даниила Туровского — «Грузить по полной программе» и «Российские вооружённые киберсилы». В The New York Times провели внутреннее расследование и не выявили плагиата. Редактор статьи в газете Эндрю Крамер признал, что использовал материалы «Медузы», и заявил, что оставил ссылку на издание, однако в «Медузе» не смогли её обнаружить в статье.
В январе 2017 года издание удалило два рекламных материала, посвящённых возможности заработать благодаря бинарным опционам и созданные при участии «Лаборатории инвестиционных технологий», изначально опубликованных в конце 2015 — начале 2016 годов. Это произошло после появления публикаций о мошенническом характере данной организации.
25 апреля 2019 года на сайте издания была опубликована статья «Был Антон, и есть Антон», посвящённая жизни героя документального фильма «Антон тут рядом». Режиссёр получившего ряд международных наград фильма Любовь Аркус, создатель центра обучения, социальной абилитации и творчества для людей с аутизмом «Антон тут рядом» и президент фонда «Выход в Петербурге» обвинила корреспондента Сашу Сулим и редакцию издания в предвзятости и нарушении профессиональной этики. Аркус отметила, что после выхода статьи от сотрудничества с её фондом отказались несколько жертвователей. 29 апреля Иван Колпаков выступил на сайте издания с заявлением о том, что действия авторов статьи были корректными и профессиональными.
В апреле 2019 года «Медуза» опубликовала материал с критикой проекта, предложенного Алексеем Навальным. В ответ Навальный обвинил издание в ангажированности.
В начале марта 2021 года Иван Жданов, соратник Алексея Навального, в эфире передачи «Россия будущего» обсудил выход статьи «Медузы», где приводилась статистика из сводки ФСБ, которая попала к журналистам: в ней утверждается, что, по внутренним подсчётам органов, на зимние митинги вышло около сотни тысяч митингующих, хотя ранее Администрация президента официально признала лишь 9 тысяч. Он назвал публикацию «либо фантазией журналиста, либо спланированным сливом», раскритиковав приводимые цифры и «подачу» материала, хотя в публикации не утверждается конечное число подсчётов ФСБ, а указывается данные в «более 90 тысяч» вышедших на протесты. Жданов в эфире также уточнил, что внутренняя статистика ФБК значительно превышает даже это количество, при этом заявив, что «реальной методологии подсчёта не может существовать».
В декабре 2022 года интернет-издание «Проект» подвергло критике «Медузу» за цитирование анонимных источников в администрации президента. Так, по версии «Проекта», с 2019 года на основе информации от анонимов во власти конкурирующее издание якобы наладило «невиданный доселе конвейер — сначала [«Медуза»] стала выпускать по два внутриполитических эксклюзива в месяц, а после нападения России на Украину и вовсе по восемь в месяц». В качестве обоснования «Проект» привёл статистику, что в 150 подобных статьях, опубликованных изданием с середины 2019 года, источники «Медузы» сделали не менее 65 прогнозов. По подсчётам «Проекта», из всех прогнозов сбылось только 10 %, а источники «Медузы» не угадали с отставками во власти и правительстве, с объединением ОНФ и «Единой России», с датами референдумов об аннексии ДНР и ЛНР, с вторжением на Украину и др. Как отметили в «Проекте», сбывшиеся предсказания за исключением двух случаев, почти всегда до выхода статей в «Медузе», появлялись в других СМИ или Telegram-каналах, о чём «Медуза» не сообщала читателям. Также «Проект» отмечал, что в «Медузе» публикуются анонимные рассказы источников о том, что происходит в сознании Путина и его подчинённых («Есть понимание (у элиты), или пожелание, что в достаточно обозримой перспективе управлять государством он (Путин) не будет», «Путин ненавидит Лукашенко до трясучки», «Путин одобряет», «Путину не терпится»).
Отвечая на критику «Проекта», главный редактор «Медузы» Иван Колпаков заявил, что в редакции обсуждали несбывшиеся прогнозы и пришли к выводу, что «источники не пытались ввести журналистов в заблуждение, а прогноз не сбылся из-за изменившихся обстоятельств».

## Происшествия

### Скандал с Иваном Колпаковым
20 октября 2018 года в Риге в редакции «Медузы» состоялась вечеринка по поводу годовщины основания издания. К концу мероприятия главный редактор Иван Колпаков, находясь в нетрезвом состоянии, прикоснулся к ягодице жены веб-разработчика издания Никиты Комаркова со словами: «Ты единственная на этой вечеринке, кого я могу харассить, и мне за это ничего не будет». Спустя два дня, в понедельник, Комарков рассказал о происшествии на совещании редакционной коллегии. Колпаков попросил у него прощения, а вечером письменно извинился перед его женой, так как она отказалась от личной встречи с Колпаковым. 25 октября стало известно, что Колпаков временно отстранён от должности главного редактора после обвинений в «недостойном поведении», причём владелец издания Галина Тимченко подчеркнула, что сделала это по просьбе самого Колпакова. Вопрос о дальнейшей работе Колпакова в издании должен был быть рассмотрен после заседания совета директоров, а до тех пор главным редактором временно была назначена сама Тимченко.
6 ноября Колпаков был восстановлен в должности главного редактора, так как совет директоров «Медузы», состоявшийся за два дня до этого, посчитал двухнедельное отстранение сотрудника от работы достаточным наказанием. По словам «Медузы», они провели внутреннее расследование инцидента, опросили работников медиа, а на совет директоров были приглашены трое представителей редакции. Большинство опрошенных советом директоров работников издания высказалось за то, чтобы Колпаков остался главным редактором. На следующий день Тимченко на своей странице в Facebook’е написала, что Никита Комарков уволился, потому как ещё за неделю до заседания совета директоров принял решение, что уволится в случае, если Колпаков останется главным редактором (позже Тимченко удалила свой пост в социальной сети, но его успели процитировать российские СМИ). 9 ноября Иван Колпаков сложил с себя полномочия главного редактора издания; при этом он отказался признать обвинения в сексуальных домогательствах.
По оценке редактора отдела политики и экономики «Новой газеты» Кирилла Мартынова, в результате скандала «Медуза», которая «долго выращивала собственную аудиторию, разделяющую западные ценности», понесла репутационные потери. Комментаторы указывали на двойные стандарты при разрешении этого конфликта по сравнению с активным участием издания в кампании против депутата Леонида Слуцкого, также обвинявшегося в сексуальных домогательствах.
11 марта 2019 года Иван Колпаков был снова назначен главным редактором «Медузы».
22 июня 2020 года он впервые публично поделился своей версией события и принёс извинения: «Дело происходило на танцполе — в толпе потных, весёлых, дружелюбных, пляшущих людей. Не прерывая танца, я ущипнул жену Н. за попу и пошутил про харассмент. Что именно я сказал, не помню». Колпаков также впервые озвучил тот факт, что Комарков просил денежную компенсацию в размере нескольких тысяч евро, чтобы «урегулировать конфликт». Ответный пост опубликовал Илья Красильщик, раскритиковав руководство издания за их действия по разрешению ситуации, а также генерального директора Галину Тимченко за «поиск предателей и пятой колонны внутри издания», из-за чего ему в итоге пришлось покинуть проект.

### Дело Ивана Голунова
6 июня 2019 года Иван Голунов, один из журналистов «Медузы», был задержан по подозрению в хранении и попытке сбыта наркотиков, в его квартире был проведён обыск. По мнению правозащитников, журналистов ряда оппозиционных и иностранных СМИ и некоторых общественных деятелей, процедура задержания и дальнейшие оперативные действия в отношении Голунова были проведены с грубыми нарушениями законодательства, а само «дело Голунова» полностью сфабриковано с целью воспрепятствования дальнейшей профессиональной деятельности журналиста. 11 июня уголовное дело Ивана Голунова было прекращено в связи с отсутствием доказательств.

### Публикация о «Деле „Сети“»
Вечером 21 февраля 2020 года «Медуза» опубликовала расследование Максима Солопова и Кристины Сафоновой «Пошли четверо в лес, а вышли только двое», в котором выдвигается версия о том, что некоторые фигуранты пензенского дела «Сети» Дмитрий Пчелинцев, Максим Иванкин и их знакомый Алексей Полтавец могут быть причастны к торговле наркотиками и убийству Екатерины Левченко и Артёма Дорофеева. «Русская служба Би-би-си» источник информации издания описало так: «к „Медузе“ пришли активисты левого движения, которые провели собственное расследование дела». При этом сама «Медуза» назвала материал «одним из самых трудных в истории редакции», в послесловии пообещав вскоре опубликовать тщательно проверенную версию.
Материал широко обсуждался в социальных сетях и профессиональном журналистском сообществе, вызвав к себе следующие претензии:
- Выдвигаемая версия является слишком бездоказательной и не может основываться лишь на показаниях одного человека
- Главный спикер материала, Алексей Полтавец, давал до этого различным СМИ противоречивые показания и менял версии
- В материале не представлена точка зрения обвиняемых или их адвокатов
- Расследование является слишком сырым и недоработанным для публикации, сделанным в явной спешке, а также использует наработки Ильи Хесина, имеющего неоднозначную репутацию и прямой конфликт интересов, о котором «Медуза» не сообщила (начал встречаться с женой лидера «Сети» Пчелинцева после его ареста)
- Материал сводит на нет имевшееся общественное движение в поддержку фигурантов дела, так как было опубликовано в разгар судебных разбирательств

На расследование «Медузы» о фигурантах «пензенского дела» обратили особое внимание федеральные государственные телеканалы «Россия 1» и «Россия 24», ранее игнорировавшие публикации подобных изданий. На следующий день 22 февраля «Россия-24» выпустила сюжет под названием «Кровавая „Сеть“», где помимо ссылок на материал в очередной раз демонстрируются видеозаписи ФСБ, обнаруженное во время обысков оружие и «анархистская литература» (в этот момент на экране появляются книги «Суеверие государства» Льва Толстого и «Наёмный труд и капитал» Карла Маркса). 23 февраля в итоговой программе «Вести недели» на России-1 Дмитрий Киселёв преподносит материал «Медузы» как факты того, что леваки и анархисты торговали наркотиками, а ещё убивали тех, кто взаимодействовал с ними, из-за боязни утечки информации, также опрошенные программой эксперты утверждают о не таких больших сроках заключения для осуждённых.
После публикации «Медузы» адвокаты фигурантов дела отрицали причастность их подзащитных к убийству, были планы выступить с коллективным заявлением о материале. 28 февраля адвокаты фигурантов дела «Сети» Оксана Маркеева и Константин Карташев опубликовали в «Новой газете» комментарии к расследованию: опубликованную изданием информацию они назвали непроверенной, также отметив несовпадение даты создания и изменения переписки, использованной в уголовном деле. Маркеева охарактеризовала публикацию как «информационный вброс», необходимость реагирования на который мешает адвокатам подготовиться к апелляции.
26 февраля родители пропавшей в 2017 году жительницы Пензы Екатерины Левченко обратились в региональную прокуратуру с просьбой инициировать «предварительное расследование» смерти своей дочери, к которой, по их мнению, могут быть причастны двое осуждённых по делу «Сети», — а также попросить прокуратуру дать поручение СК проверить информацию «Медузы». На следующий день СК возбудил уголовное дело. 27 февраля было опубликовано письмо Дмитрия Пчелинцева, в котором он отрицал наличие отношений с убитыми и отверг ряд утверждений расследования.
Вечером 26 февраля «Медуза» ответила на претензии:
- Текст был опубликован в спешке из-за его «общественной значимости», а также из-за замалчивания версии об убийстве в журналистской среде — например, издание «Медиазона» работало над расследованием больше года, но оно так и не было опубликовано
- Журналисты заведомо не верили всем признаниям Полтавца, поэтому тщательно проверили его показания — поговорили с друзьями, знакомыми и родственниками фигурантов этого дела, а также с родителями убитого Артёма и пропавшей Екатерины. Также были рассмотрены материала дела, собраны новые свидетельства и очевидцы
- Авторы пытались дозвониться до участников событий и их адвокатов, но не получили ото всех ответ — высказывается предположение, что о публикации расследования стало заранее известно фигурантам дела. При этом уточняется, что «Медуза» действительно не стала связываться с адвокатом Дмитрия Пчелинцева, назвав это «нашей ошибкой»
- Были озвучены версии, по которой ФСБ осознанно могло игнорировать факт убийства

Отец Екатерины Сергей Левченко в разговоре с журналистами РБК назвал причиной поспешной публикации материала его желание как можно скорее обратиться в прокуратуру, хотя журналисты просили больше времени на доработку текста.
3 марта 2020 года «Медузой» был опубликован монолог Алексея Полтавца, где он сознаётся в убийстве Дорофеева, а также утверждает, что Иванкин убил Левченко. По словам Полтавца, их убили, чтобы они не рассказали ФСБ о наркоторговле пензенцев. В то же время причастность упомянутых фигурантов дела к терроризму и незаконному обороту взрывчатки в обоих случаях отрицалась.
День спустя, 4 марта 2020 года, вблизи деревни Лопухи Рязанской области, где ранее в марте 2017 года нашли труп Дорофеева, было найдено тело женщины. 6 марта останки передали на экспертизу в центр УВД Рязанской области, а 10 марта было подтверждено, что они принадлежат Екатерине Левченко — о том, что она убита, а также о месте нахождения её тела «Медузе» впервые заявил Алексей Полтавец. 12 марта дела об убийстве Дорофеева и Левченко объединили и затем передали в центральный аппарат Следственного комитета.